# 備前福河駅
備前福河駅（びぜんふくかわえき）は兵庫県赤穂市福浦にある、西日本旅客鉄道（JR西日本）赤穂線の駅である。

## 概要
1955年（昭和30年）3月1日の開設時、この地は岡山県和気郡福河村であったため、駅名は旧国名（備前国）と村名にちなんで名付けられている。同月31日には日生町となったものの、地元の要望により、1963年（昭和38年）9月1日に兵庫県に編入された。駅名に「備前」が付くのはその名残である。
また、当駅は現在は近畿統括本部管内だが、国鉄時代は最後まで岡山鉄道管理局管内だった。なお、当駅から岡山寄りの福浦第一踏切を挟んで程無い地点に支社境界標があり、そこから先は中国統括本部管内となる。播州赤穂駅までは中国統括本部側のみが列車運行を行っており、播州赤穂駅 - 当駅間において、近畿統括本部側は事実上施設管理のみとなっている。

## 歴史
- 1955年（昭和30年）3月1日：国鉄赤穂線播州赤穂駅 - 日生駅間延伸時に開設[1]。
- 1969年（昭和44年）11月24日：荷物扱い廃止[3]、簡易委託駅化[4][5]。
- 1987年（昭和62年）4月1日：国鉄分割民営化に伴い、JR西日本の駅となる[6]。
- 2018年（平成30年）9月15日：ICOCA対応IC専用機導入、ICOCAが利用可能となる[7]。

## 駅構造
岡山方面に向かって右側に単式ホーム1面1線を有する地上駅（停留所）。以前は島式ホーム1面2線であった。これは列車交換のためでは無く、現存する側が旅客用、撤去された側（駅本屋側）は貨物機回用として設置されていたためであった。そのため、当時から岡山方面行・播州赤穂方面行双方が同一ホームに発着している。他にも、更に北側に1本側線（播州赤穂方面より入出線可能な頭端式ホーム）があったが、赤穂線電化の際に1面1線となった。
線路が駅構内両端で若干S字カーブになっている。これは、赤穂線が元々山陽本線の代替線の役割を持たせる目的で敷設された名残である。つまり、現存する線路南側にもう1本線路を引き、優等列車等が直線通過出来るように計画されていた。しかし、結局赤穂線は地域ローカル線と言う位置付けとなり、この計画は立消えとなった。
相生駅管理の無人駅。駅舎が北側にあるが、自動券売機や自動改札機は設置されていない。開設時は有人駅であったが、窓口は板で塞がれており旧駅事務室は倉庫となっている。2017年（平成29年）9月10日に、駅舎西側に男女兼用多目的便所と男性用小便器を備えた水洗式便所が設置された。

## 利用状況
「兵庫県統計書」によると、2023年（令和4年）度の1日平均乗車人員は24人であり、赤穂線の駅の中では最も少ない。
近年の1日平均乗車人員はの推移以下の通り。
| 乗車人員推移 | 乗車人員推移 |
| 年度         | 1日平均人数  |
| ------------ | ------------ |
| 1995         | 144          |
| 1996         | 149          |
| 1997         | 130          |
| 1998         | 132          |
| 1999         | 125          |
| 2000         | 113          |
| 2001         | 104          |
| 2002         | 85           |
| 2003         | 78           |
| 2004         | 74           |
| 2005         | 69           |
| 2006         | 65           |
| 2007         | 61           |
| 2008         | 60           |
| 2009         | 60           |
| 2010         | 58           |
| 2011         | 44           |
| 2012         | 51           |
| 2013         | 47           |
| 2014         | 44           |
| 2015         | 37           |
| 2016         | 35           |
| 2017         | 23           |
| 2018         | 28           |
| 2019         | 30           |
| 2020         | 28           |
| 2021         | 25           |
| 2022         | 21           |
| 2023         | 24           |

## 駅周辺
周辺はやや開けたところであり、いくつかの住宅地が散在する。
- 福浦簡易郵便局
- 赤穂市 市内循環バス「ゆらのすけ」備前福河駅口停留所（※月曜・水曜・金曜のみ運行）
- 赤穂警察署 福浦駐在所
- 国道250号
- 赤穂市消防団 第15分団

## その他
- ICOCAの利用履歴について、当駅は「備福河」と記載されている。

## 隣の駅
西日本旅客鉄道（JR西日本）
 赤穂線
天和駅 - 備前福河駅 - 寒河駅 (JR-N16)